# Paragus chalybeatus
Paragus chalybeatus är en tvåvingeart som beskrevs av Hull 1964. Paragus chalybeatus ingår i släktet stäppblomflugor, och familjen blomflugor. Inga underarter finns listade i Catalogue of Life.